# أنطون سيمون
انطون سيمون (بالفرنسية: Antoine Simon)‏ (و. 1850 – 1916 م) هو مصمم رقص، وعازف بيانو، وملحن فرنسي، ولد في باريس، يستخدم آلات بيانو، توفي في موسكو، عن عمر يناهز 66 عاماً.

## التعليم
تعلم في المعهد الوطني العالي للموسيقى والرقص ‏
.